# کریستو مارتین
کریستو مارتین (انگلیسی: Cristo Martín؛ زادهٔ ۱۸ ژوئن ۱۹۸۷) بازیکن فوتبال اهل اسپانیا است.
از باشگاه‌هایی که در آن بازی کرده‌است می‌توان به باشگاه ورزشی تنریف اشاره کرد.